# Madasuru, Sagar
Madasuru là một làng thuộc tehsil Sagar, huyện Shimoga, bang Karnataka, Ấn Độ.